# St Peter's Seminary
Le St. Peter's Seminary (« séminaire Saint-Pierre »)  est un ancien séminaire catholique près de Cardross, en Argyll and Bute, en Écosse.
Conçu par le cabinet d'architecte Gillespie, Kidd & Coia (en), c'est un bâtiment d'architecture moderne classé dans la catégorie de conservation A.
Il est abandonné depuis 1987, et est actuellement dans un état de ruines.

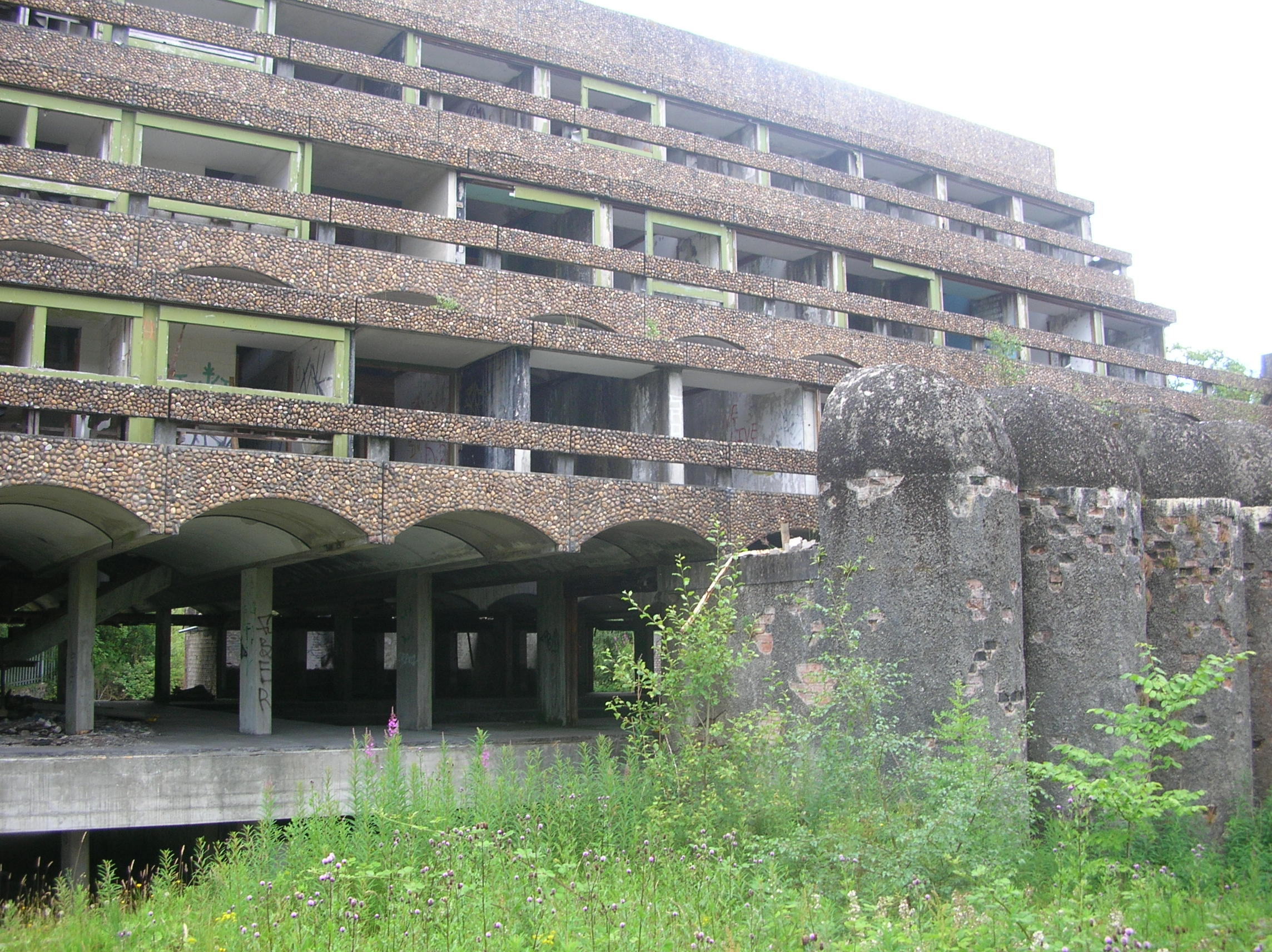
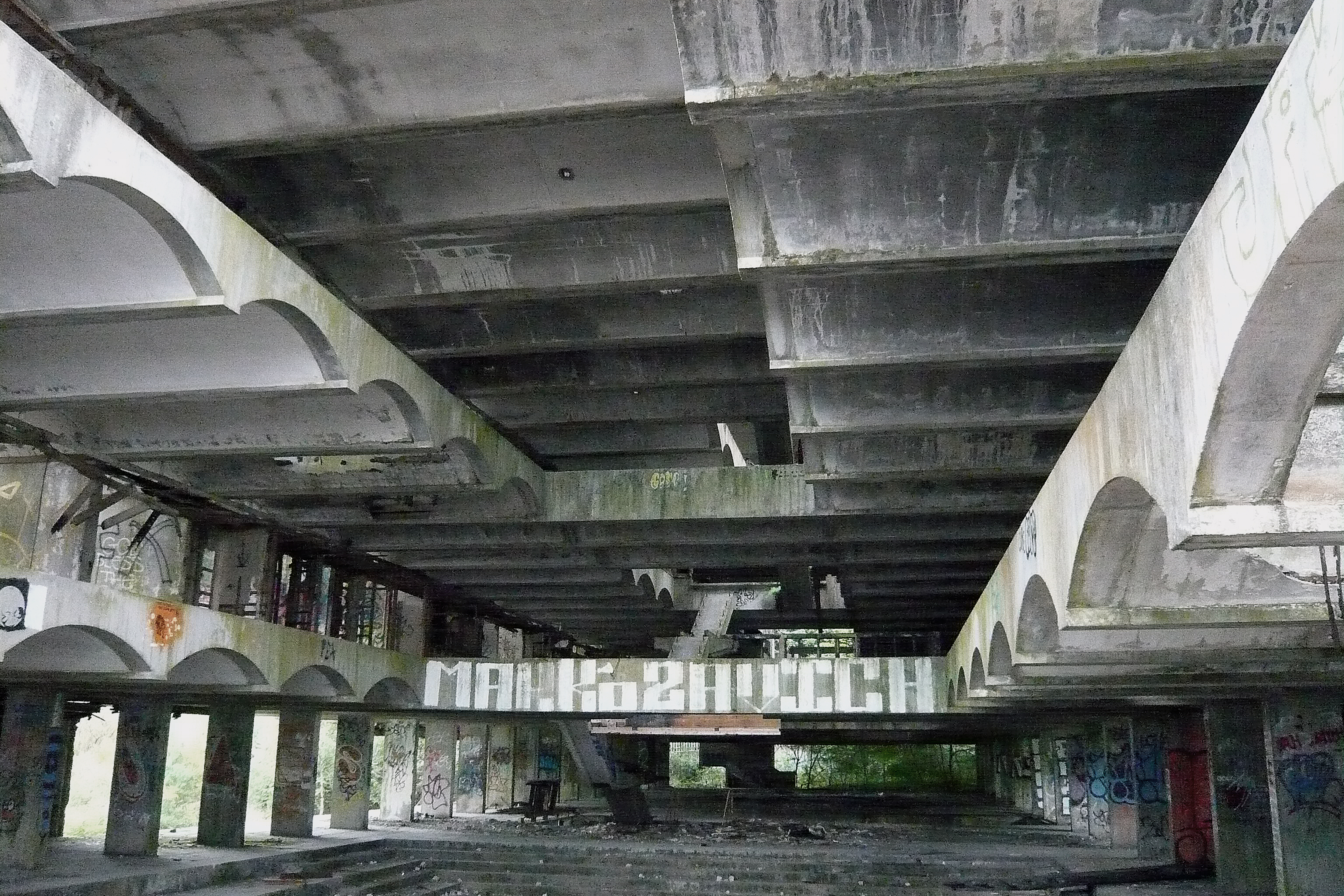
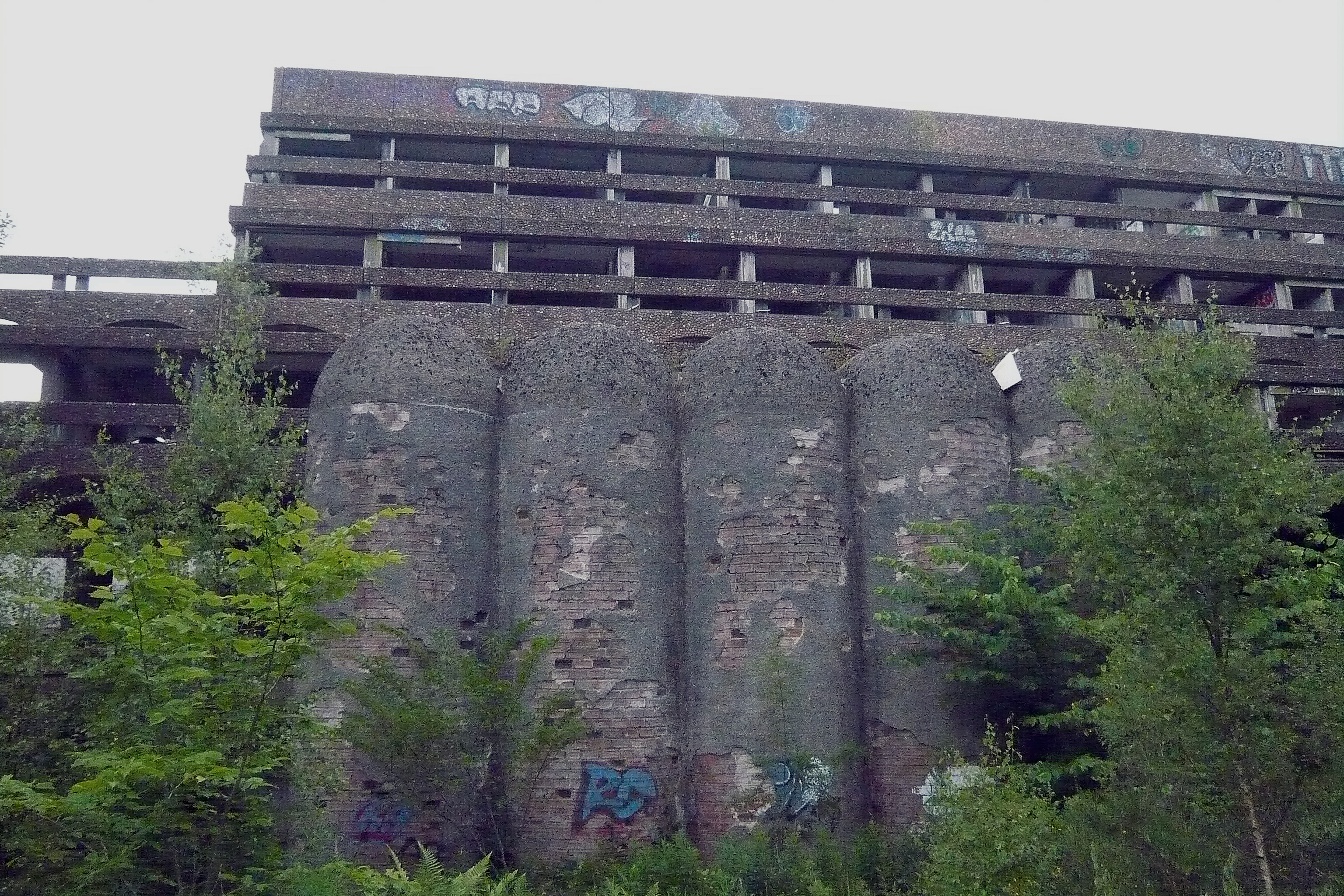
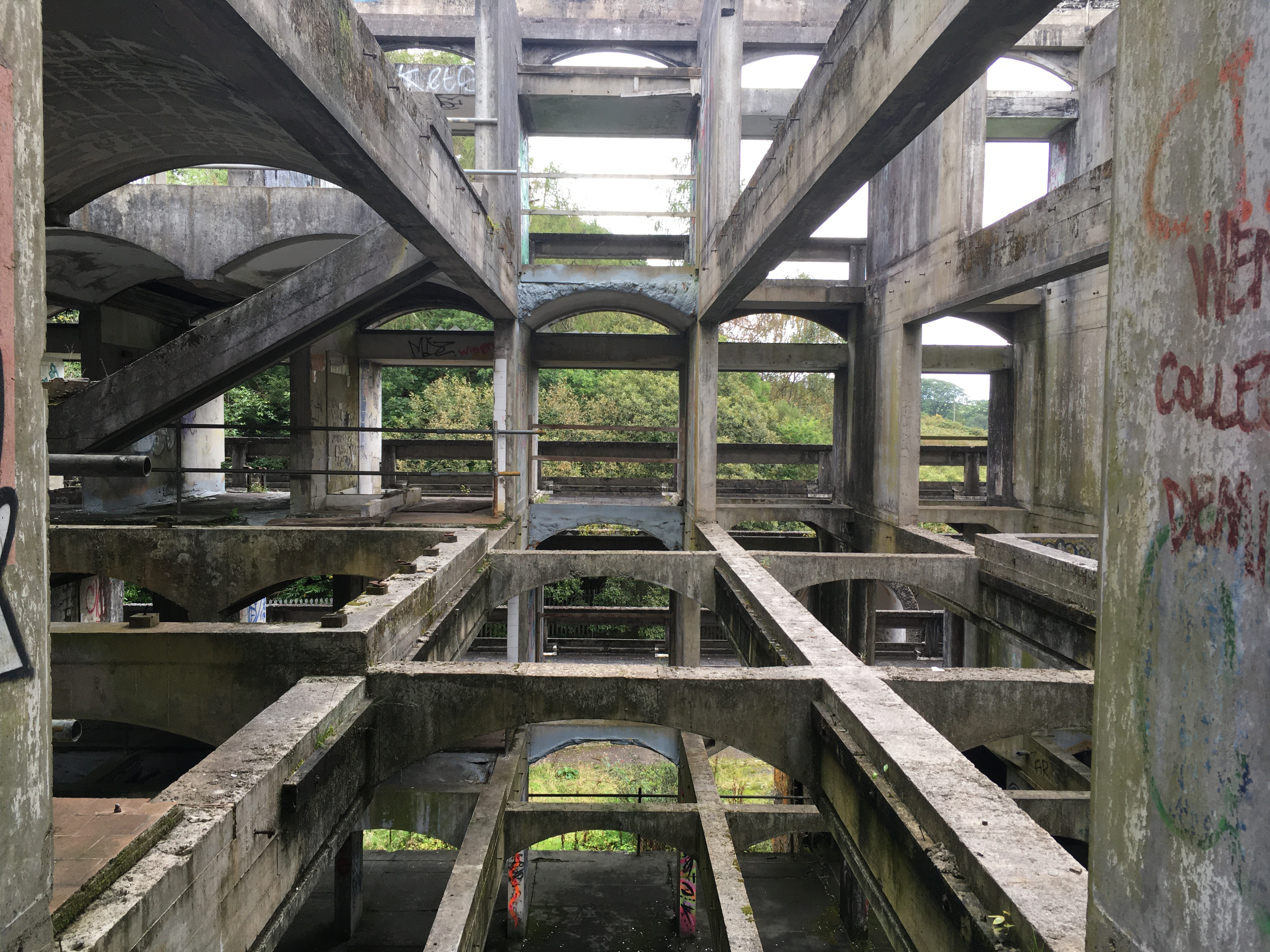
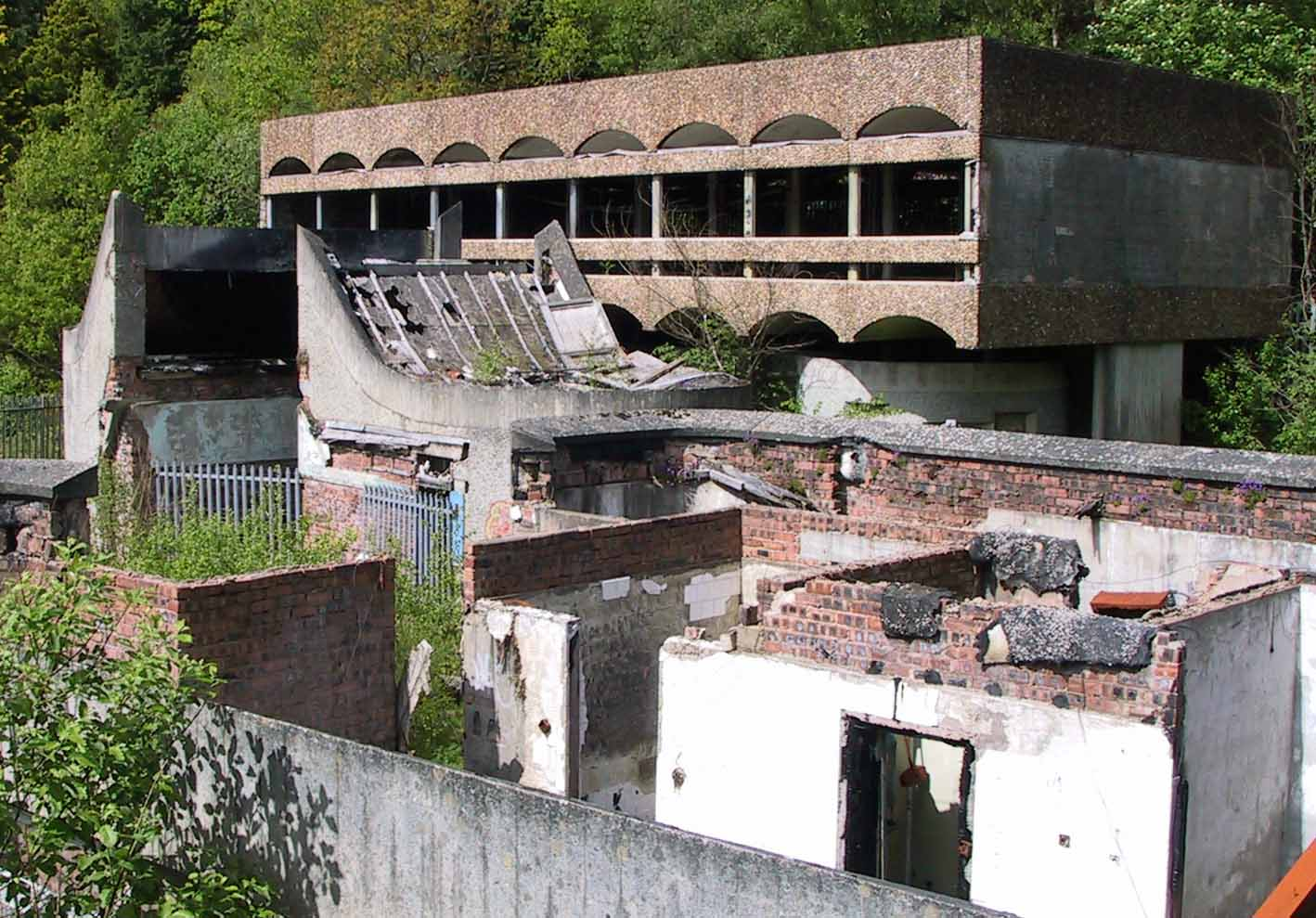